# 单斑蚜属
单斑蚜属（学名：Monaphis）为蚜科的一个属。該属的蚜虫主要使用桦木属植物。這一植物分布在古北区。該屬動物的腹面无黑带。触角长在身体上，触角末节鞭部很长。

## 物种
本属包括以下物种：
- 触角单斑蚜 Monaphis antennata (Kaltenbach, 1843)[2]，分佈於中華人民共和國。